# Koninklijk Weeshuis (Buren)
Het Koninklijk Weeshuis is een voormalig weeshuis in de Nederlandse stad Buren (provincie Gelderland) dat in 1613 werd gesticht door prinses Maria van Nassau, dochter van prins Willem van Oranje en Anna van Egmont, gravin van Buren. Zij stelde hiervoor goederen en fondsen beschikbaar ter waarde van tweeëndertigduizend gulden. Het weeshuis is tegenwoordig een museum. Op de toegangspoort van het museum staat: Maria van Nassau; geboren princesse van Oranje, Gravinne Douariere van Hohenlohe, heeft dit weeshuis gefundeerd anno 1613.
Tot 1952 deed het gebouw dienst als weeshuis voor protestante kinderen uit het graafschap Buren, Leerdam, de baronie van Acquoy en IJsselstein. Daarna werden er tot 1971 voogdijkinderen opgevangen. Van 1972 tot 2023 was het Marechausseemuseum er gevestigd. De geschiedenis van de marechaussee zal na 2024 een plaats krijgen in het Nationaal Militair Museum te Soesterberg.
Ter gelegenheid van het 400-jarig bestaan van het weeshuis onthulde prinses Beatrix in november 2013 een beeldje van Lia Krol.

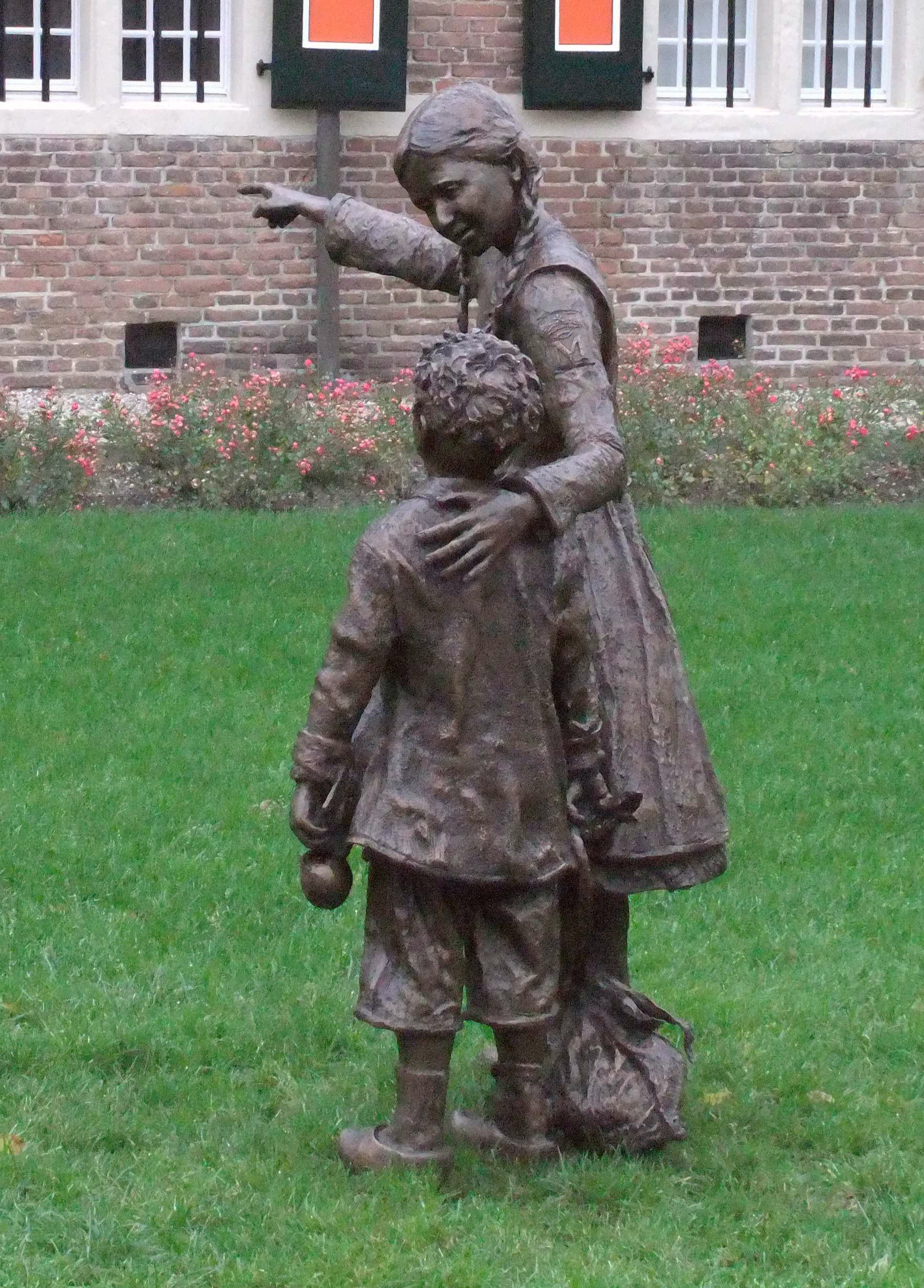
Beeldje van Lia Krol